# Ponte Represa Billings 2
A Ponte Represa Billings 2 é uma ponte do Rodoanel Mário Covas, que cruza a Represa Billings. A ponte tem 1.756 metros de comprimento, sendo a maior ponte do rodoanel. A Ponte Represa Billings 2 é a 89° maior ponte do mundo[carece de fontes?].